# دوک بزرگ الکساندر میخائیلوویچ روسیه
دوک اعظم الکساندر میخائیلوویچ روسیه (روسی: Александр Михайлович، ت. «Aleksandr Mikhailovich» (زاده ۱۳ آوریل ۱۸۶۶ - درگذشته ۲۶ فوریه ۱۹۳۳) دوک بزرگ روس و از دودمان رومانوف بود. او همچنین افسر نیروی دریایی، نویسنده، جهانگرد و همچنین پسرعموی امپراتور نیکلاس دوم و مشاور او بود.

## اوایل زندگی

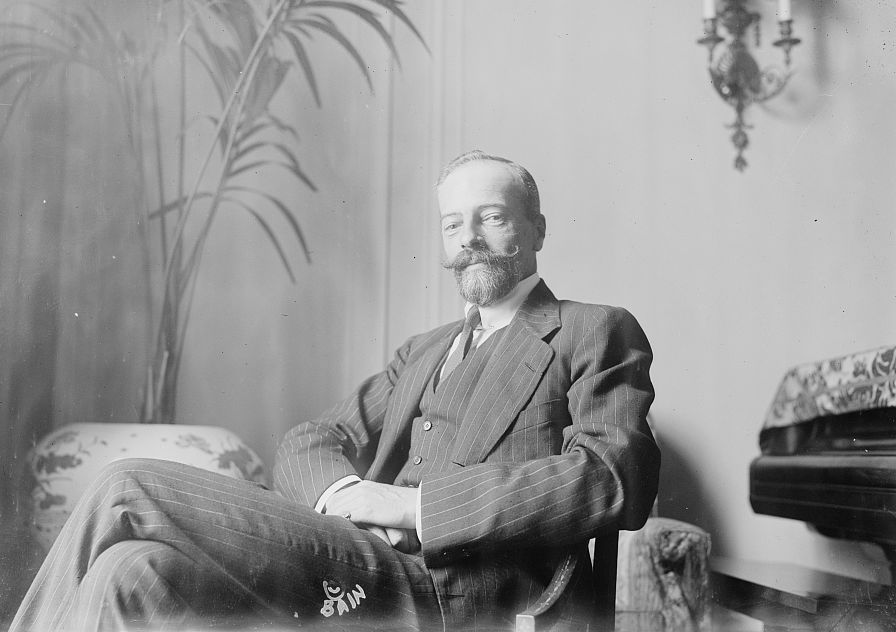
دوک بزرگ الکساندر میخائیلوویچ

الکساندر در تفلیس، در استان تفلیس امپراتوری روسیه (گرجستان امروزی) متولد شد. او پسر دوک بزرگ میخائیل نیکولاویچ روسیه، کوچک‌ترین پسر نیکلاس اول روسیه و دوشس بزرگ اولگا فئودوروونا (سیسیلیه بادن) بود. او بیشتر با نام «ساندرو» شناخته می‌شد. ساندرو از سنین جوانی آرزوی پیوستن به نیروی دریایی را داشت، که والدینش با آن مخالفت کردند. پس از مداخله پسر عمویش، الکساندر سوم، او توانست افسر نیروی دریایی شود.
در جوانی، او به نمایندگی از امپراتوری روسیه، سفری خیرخواهانه به امپراتوری ژاپن و در سال ۱۸۸۷ سفری دیگر به امپراتوری برزیل داشت. در آنجا، او اولین رابطه عاشقانه خود را با یک دختر ۱۶ ساله برزیلی تجربه کرد. او در 6 August [سبک قدیمی: 25 July] ۱۸۹۴ با دختر عموی اول خود، دوشس بزرگ زنیا الکساندرونا، دختر ارشد الکساندر سوم، ازدواج کرد. او برادر همسر و مشاور نزدیک تزار نیکلاس دوم شد.
ساندرو مانند پدرش، یک دختر و شش پسر داشت:
- پرنسس ایرینا الکساندرونا (۱۸۹۵–۱۹۷۰)
- شاهزاده آندری الکساندرویچ (۱۸۹۷–۱۹۸۱)
- شاهزاده فئودور الکساندروویچ (۱۸۹۸–۱۹۶۸)
- شاهزاده نیکیتا الکساندروویچ (۱۹۰۰–۱۹۷۴)
- شاهزاده دیمیتری الکساندروویچ (۱۹۰۱–۱۹۸۰)
- شاهزاده روستیسلاو الکساندرویچ (۱۹۰۲–۱۹۷۸)
- شاهزاده واسیلی الکساندرویچ (۱۹۰۷–۱۹۸۹)

قبل از انقلاب، دوک بزرگ دوست داشت تعطیلات خود را در فرانسه، به ویژه بیاریتز و کوت دازور، جایی که برادر بزرگترش، دوک بزرگ میخائیل میخائیلوویچ از روسیه در سال ۱۹۰۸ هزینه ساخت هتل کارلتون در کن را تأمین کرده بود، بگذراند.

## حرفه دریایی

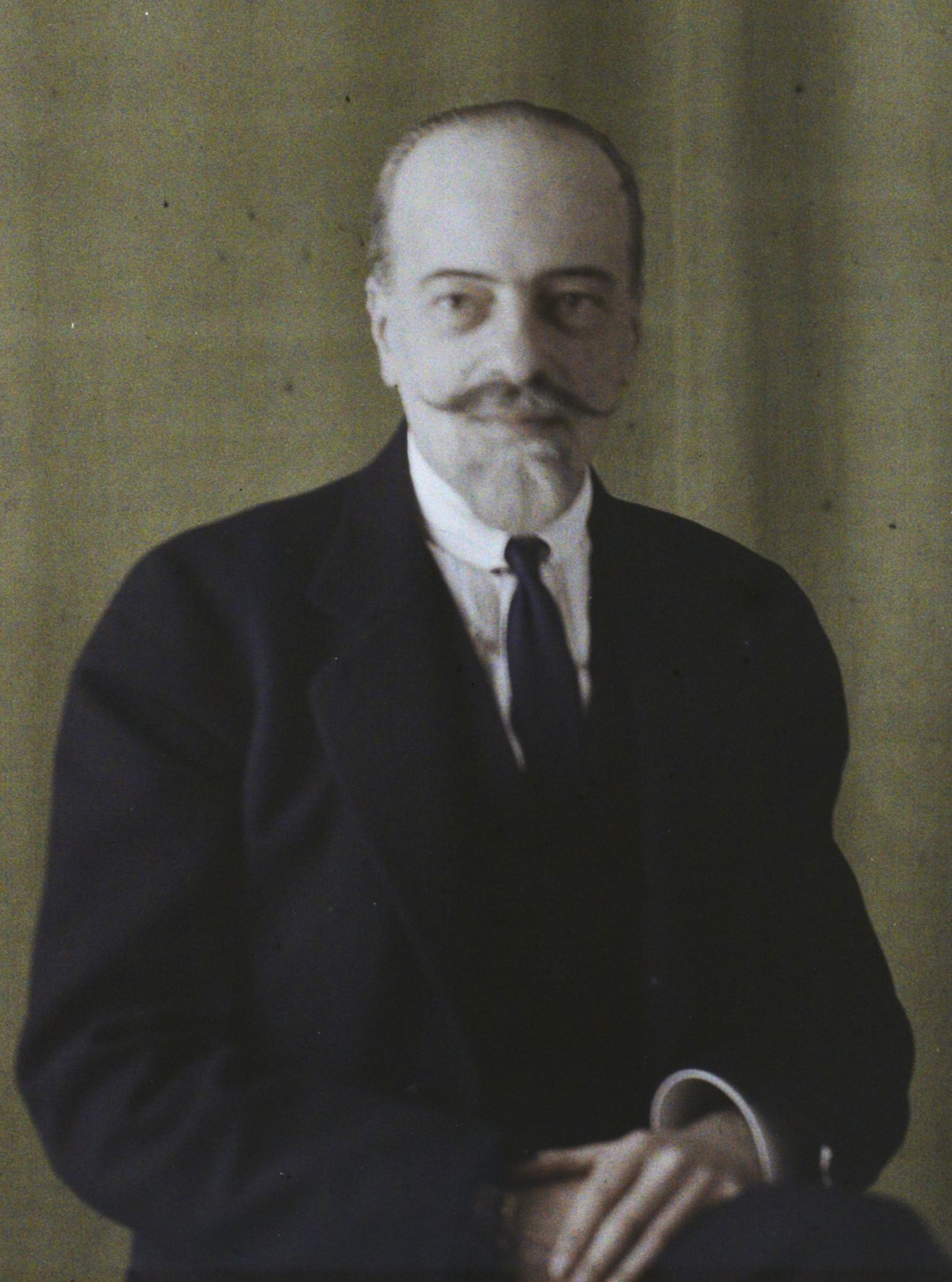
پرتره اتوکروم اثر ژرژ شوالیه، ۱۹۲۳

در سال ۱۸۸۵، الکساندر با درجهٔ ناوبان دوم (روسی: мичман از دانشکدهٔ نیروی دریایی فارغ‌التحصیل شد. او در نیروی دریایی خدمت کرد و در سفرهای دریایی شرکت داشت. از سال ۱۸۹۱، او اولین نسخه از فهرست سالانه ناوگان‌های نظامی روسیه (روسی: Военные флоты را آغاز و تأسیس کرد) که تا سال ۱۹۰۶ ویرایش آن را بر عهده داشت. در سال ۱۸۹۵ او برنامه‌ای برای تقویت نیروی دریایی روسیه در اقیانوس آرام تدوین کرد. از سال ۱۸۹۶، او در کلاس‌های علوم دریایی آکادمی نیروی دریایی، بازی دریایی را تدریس می‌کرد. بین سال‌های ۱۹۰۱ و ۱۹۰۲ او به عنوان فرمانده کشتی جنگی دریای سیاه روستیسلاو فعالیت داشت و در سال ۱۹۰۳ به عنوان افسر ارشد پرچم ناوگان دریای سیاه منصوب شد. به موازات آن، بین سال‌های ۱۹۰۱ و ۱۹۰۵ او به عنوان سرپرست ارشد و رئیس چندین شورای مربوط به کشتیرانی تجاری و بندرها فعالیت داشت. در این سمت‌ها، او در توسعه کشتیرانی تجاری، ساخت و تجهیز بندرها جدید، آموزش دریانوردان تجاری، تأسیس خطوط کشتیرانی راه دور و بهبود قوانین تجارت دریایی نقش داشت. در طول جنگ روسیه و ژاپن در سال‌های ۱۹۰۴–۱۹۰۵، او بر رزم‌ناوهای کمکی ناوگان داوطلب نظارت داشت. اسکندر در تدوین برنامه‌هایی با هدف بازسازی ناوگان شرکت کرد، آنها را مورد توجه دولت‌ها و عموم مردم قرار داد و مشتاقانه از ساخت کشتی‌های جنگی جدید حمایت کرد. در سال ۱۹۰۹ به درجه معاون دریاسالار ارتقا یافت.

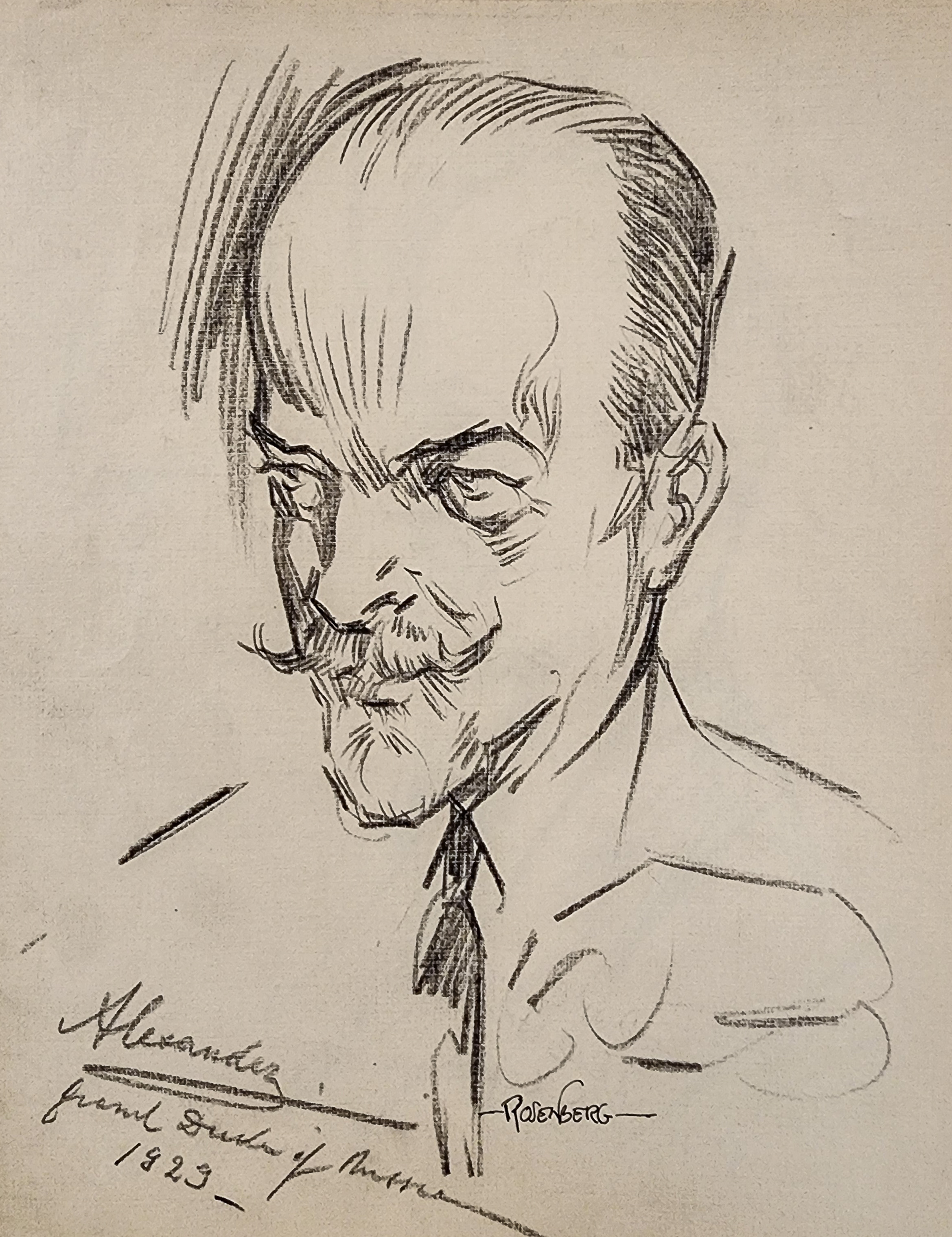
نقاشی امضا شده از گراند دوک الکساندر اثر مانوئل روزنبرگ برای روزنامه سینسیناتی پست، ۱۹۲۶

## جنگ جهانی اول
الکساندر نقش مهمی در ایجاد هوانوردی نظامی روسیه ایفا کرد. او مبتکر مدرسه هوانوردی افسری در نزدیکی سواستوپول در سال ۱۹۱۰ و بعداً رئیس سرویس هوایی امپراتوری روسیه در طول جنگ جهانی اول بود. از دسامبر ۱۹۱۶، الکساندر بازرس کل میدانی سرویس هوایی امپراتوری روسیه بود. در آغاز سال ۱۹۱۷، او از تشکیل دولت با مشارکت چهره‌های عمومی حمایت کرد و علیه «وزارتخانه مسئول» صحبت کرد.

## انقلاب و پس از آن
تأثیر او بر نیکلاس هم مورد انتقاد و هم مورد قدردانی قرار گرفته است. خاطرات او نشان می‌دهد که او آشکارا نفوذ سیاسی ملکه الکساندرا بر شوهرش را به چالش می‌کشید، اما آرزو می‌کرد که نیکلاس از سربازان برای مقاومت در برابر انقلاب استفاده می‌کرد. او همچنین اعتراف کرد که طوری تربیت شده بود که دیدگاه‌های یهودستیزانه‌ای را که ادعا می‌کرد قبل از انقلاب در روسیه رایج بود، به اشتراک بگذارد. درخواست او از نیکلاس، با نزدیک شدن فرزندانش به بزرگسالی، برای کاهش الزام ازدواج برابر برای سلسله‌های رومانوف رد شد و هر هفت فرزند او با اشراف روس صاحب عنوان اما غیر سلطنتی ازدواج کردند، اما فقط دخترش از نیکلاس اجازه این کار را گرفت. هنگامی که پسر ارشد الکساندر، آندری الکساندروویچ، در ۱۲ ژوئن ۱۹۱۸ در یالتا در کریمه ازدواج کرد، نیکلاس، که در ۱۵ مارس ۱۹۱۷ از سلطنت کناره‌گیری کرده بود، به همراه خانواده‌اش در یکاترینبورگ زندانی بود. آنها کمی بیش از یک ماه بعد توسط بلشویک‌ها اعدام شدند.
الکساندر در پاریس زندگی می‌کرد و خاطرات خود را می‌نوشت. «روزی یک دوک بزرگ» منبعی از زندگی دودمانی و درباری در نیم قرن آخر امپراتوری روسیه است. او همچنین مدتی را به عنوان مهمان امپراتور آینده راس تافاری گذراند. او در کتاب «همیشه یک دوک بزرگ» دربارهٔ دلیل دعوتش به امپراتوری اتیوپی صحبت می‌کند. او در روکبرون-کاپ-مارتین، فرانسه درگذشت. او آخرین نوه مشروع نیکلاس اول روسیه بود که زنده ماند. او در روکبرون به خاک سپرده شد. همسرش، زنیا، در سال ۱۹۶۰ در کاخ همپتون کورت درگذشت.
در دوران تبعید پس از سال ۱۹۱۷، او مجذوب باستان‌شناسی شد و تعدادی سفر اکتشافی موفق انجام داد.